# Platygavialidium nodiferum
Platygavialidium nodiferum är en insektsart som först beskrevs av Walker, F. 1871.  Platygavialidium nodiferum ingår i släktet Platygavialidium och familjen torngräshoppor. Inga underarter finns listade i Catalogue of Life.